# Jacques Geus
Jacques Geus (* 22. Februar 1920 in Laeken; † 13. Juli 1991 in Saint-Josse-ten-Noode) war ein belgischer Radrennfahrer und nationaler Meister im Radsport.

## Sportliche Laufbahn
Geus gewann die belgische Meisterschaft im Straßenrennen der Amateure in den Jahren 1938 (vor Omer Tack) und 1939 (vor Willy Parmentier). 1941 trat er ins Lager der Unabhängigen über. Von 1942 bis 1956 war er als Berufsfahrer aktiv. 1947 wurde er Vize-Meister bei den Profis hinter Émile Masson jr. Seine bedeutendsten Siege gelangen ihm bei den Rennen Paris–Limoges 1946 und GP de Wallonie 1949. Zudem gewann er weitere Rennen in Belgien und Frankreich. 1949 wurde er bei seinem einzigen Start in der Tour de France 27. des Gesamtklassements.

## Berufliches
Nach seiner Laufbahn betrieb er ein Café in Brüssel.